# Rio Meia-Ponte
O rio Meia-Ponte é um curso de água que banha o estado de Goiás, no Brasil.
É um dos rios mais importantes do estado, pois, em sua bacia hidrográfica vive cerca de 50% da população do estado de Goiás. O rio é utilizado para diversos fins, desde abastecimento de água, irrigação de lavouras, dessedentação de animais, lazer e para despejo de esgotos domésticos e industriais.
O rio Meia Ponte é um dos principais afluentes do rio Paranaíba e é, em grande parte de sua extensão, um rio muito cristalino, mas encontra-se bastante poluido após sua passagem pela capital, Goiânia. Devido à importância do rio para o estado de Goiás, tem-se travado uma luta há anos para que o rio seja despoluído. Em 2004 foi inaugurada a ETE Dr. Hélio Seixo de Britto que pretendia tratar cerca de 75% do esgoto da capital. A condição do rio melhorou bastante desde então, mas é necessário muito mais para que o rio volte a ter uma condição aceitável em suas águas. Algumas pessoas pretendem entrar com um processo para sua despoluição. [carece de fontes?]

## História
O rio Meia Ponte teve um papel decisivo para a escolha da nova capital. O volume de águas e uma queda d'água possibilitaram a construção de uma nova usina hidrelétrica, que foi chamada de Usina do Jaó, para abastecimento elétrico da cidade. A cidade de Campinas tornou-se um bairro da nova cidade, Goiânia.
O rápido crescimento da cidade, aliado à especulação imobiliária e à ausência de um planejamento efetivo levaram ao péssimo estado que se encontram o rio Meia Ponte e seus afluentes que cortam a cidade de Goiânia. Dos cerca de 85 mananciais, mais de 90% possuem algum tipo de degradação, desde ocupação irregular de suas margens até erosão, assoreamento e lançamento de esgoto, sendo que este último acinzenta as suas águas na época de estiagem.

## Origem do nome
Existem várias teorias para a razão do nome do rio. A mais difundida é a que diz que o bandeirante Bartolomeu Bueno da Silva (Anhanguera), em 1732, utilizou duas toras de madeira como ponte num trecho do rio. Ao voltar, só encontrou uma, sendo que a outra havia sido levada pela enchente – então teria chamado o rio de Meia Ponte, nome que o identifica até hoje.

## Nascente
O rio nasce no município de Itauçu, na Serra do Brandão. Em 2006 descobriu-se uma nova nascente do rio no município de Taquaral. Além dele, alguns municípios que o rio banha são: Santo Antônio de Goiás, Brazabrantes,Goiânia, Goianira, Nova Veneza, Inhumas, Itauçu, Aparecida de Goiânia, Bela Vista de Goiás, Senador Canedo, Pontalina, Aloândia, Joviânia e Goiatuba.

## Principais afluentes
- Rio Dourados
- Ribeirão Santo Antônio
- Ribeirão São Domingos
- Ribeirão João Leite
- Ribeirão Anicuns
- Córrego Palmito
- Ribeirão Panamá
- Córrego da Divisa